# St. Florian (Alabama)
Pour les articles homonymes, voir Saint Florian.
St. Florian est une municipalité américaine située dans le comté de Lauderdale en Alabama. Selon le recensement de 2010, sa population est de 413 habitants.
Située au nord-est de Florence, la municipalité s'étend sur 3,69 milles carrés (9,56 km2).
La ville est fondée dans les années 1860 par des immigrés catholiques allemands. Elle devient une municipalité le 24 août 1970, de peur d'être annexée par Florence.

## Démographie
| 1880 | 1970 | 1980 | 1990 | 2000 | 2010 |
| ---- | ---- | ---- | ---- | ---- | ---- |
| 135  | 168  | 305  | 388  | 335  | 413  |